# Leśniczówka Turna
Leśniczówka Turna – osada leśna w Polsce położona w województwie mazowieckim, w powiecie węgrowskim, w gminie Korytnica.